# Yūya Nakamura (Fußballspieler, 1987)
Yūya Nakamura (japanisch 中村 祐哉 Nakamura Yūya; * 22. Juni 1987 in der Präfektur Nagasaki) ist ein ehemaliger japanischer Fußballspieler.

## Karriere
Nakamura erlernte das Fußballspielen in der Jugendmannschaft von Ōita Trinita und der Universitätsmannschaft der Kansai-Universität. Seinen ersten Vertrag unterschrieb er 2010 beim Honda FC. Der Verein spielte in der dritthöchsten Liga des Landes, der Japan Football League. 2013 wechselte er zum Zweitligisten Kyoto Sanga FC. Für den Verein absolvierte er 16 Ligaspiele. 2014 wechselte er zum Ligakonkurrenten V-Varen Nagasaki. Für Nagasaki absolvierte er neun Ligaspiele. Ende 2014 beendete er seine Karriere als Fußballspieler.